# Paradroid
Paradroid — компьютерная игра, написанная Эндрю Брэйбруком и опубликованная Hewson Consultants для компьютера Commodore 64 в 1985 году. Ремейк игры был выпущен под названием Paradroid 90 для домашних компьютеров Amiga и Atari ST, и под названием Paradroid 2000 для Acorn Archimedes. Существует также несколько неофициальных ремейков для современных персональных компьютеров. В 2004 году версия для Commodore 64 была повторно выпущена как встроенная игра для C64 Direct-to-TV, а в 2008 эта версия была выпущена в Европе для Wii Virtual Console.

## Описание
Игра проходит на космическом корабле. Используется вид сверху. Корабль состоит из большого числа комнат и этажей, на которых находятся враждебные дроиды. Игрок управляет специальным дроидом под названием «Устройство влияния» (англ. Influence Device) и должен уничтожить всех других дроидов на корабле. Каждый дроид (включая игрока) представлен кругом с трёхзначным числом. Числа в целом соответствуют «силе» или «уровню» дроида: чем больше число, тем больше уровень дроида. У «Устройства влияния» это число равно 001.
Основным способом уничтожения дроидов является «подключение» к ним, означающее их захват. Когда игрок захватывает другого дроида, предыдущий управлявшийся им дроид уничтожается.
Захват дроида происходит в мини-игре, включающей базовые электрические схемы и логические элементы. Целью является подать как можно большее напряжение на электрическую схему.
Когда игрок управляет другим дроидом, он получает доступ ко всем его системам, включая вооружение, броню, систему передвижения и источники питания. Других дроидов при этом можно уничтожать просто стреляя в них. Игрок может управлять дроидом лишь в течение ограниченного времени, обратно пропорциональному числу дроида. Если время истекает, контролируемый дроид уничтожается и игрок вновь переносится к «Устройству влияния (001)».

## Восприятие
Paradroid' 90 был признан 22-й лучшей игрой всех времён журналом Amiga Power.

## Quazatron
Стив Тёрнер, партнёр Эндрю Брэйбрука по компании Graftgold, написал версию Paradroid для ZX Spectrum, которая также была опубликована Hewson под названием Quazatron. В этой версии были сохранены основные особенности игрового процесса, но для отображения игрового поля использовалась изометрическая проекция.